# Хмелиска
Хме́лиска (укр. Хмелиська) — село в Подволочисской поселковой общине Тернопольского района Тернопольской области Украины.
До 2020 года входило в Подволочисский район.
Население по переписи 2001 года составляло 711 человек. Почтовый индекс — 47842. Телефонный код — 3543.